# Ugorò
Ugorò (traslitterato Wukro originariamente Dongolo ) è una città dell'Etiopia settentrionale, situata nella Zona di Misraqawi (Orientale), nella Regione di Tigrè, sulla strada che da Asmara porta a Addis Abeba.
Le chiese scavate nella roccia sono tipiche della città di Wukro. Per questo, all'inizio del XX secolo, il nome della città venne cambiato da "Dongolo" all'attuale, che in lingua tigrina sta per "struttura scavata nella roccia". Una delle fabbriche locali è la Sheba Tannery, una delle 13 gestite dall'Endowment Fund for the Rehabilitation of Tigray (EFFORT), è stata inaugurata nel 2004, 
ed è capace di tingere più di 6.000 pelli a livello giornaliero.
Il primo ministro del Kuwait, Nasser Mohammed Al-Ahmed Al-Sabah, si è reso disponibile a prestare $63 milioni all'Etiopia, parte dei quali verranno utilizzati per la costruzione di una strada che collega Ugrò alla località di Zalambessa, vicino al confine con l'Eritrea.
Il primo europeo a visitare Ugrò fu Francisco Álvares nel 1521. Poi venne Robert Napier nel 1868, quando sconfisse l'imperatore etiope Teodoro II nella città di Magdala Amba Mariam.
Durante l'occupazione italiana dell'Etiopia, un certo Francesco Baldasarre vi costruì un mulino, che fu poi abbandonato nel 1941, quando gli Italiani furono sconfitti.
Dopodiché Ugorò divenne il quartier-generale del blatta Haile Mariam Redda durante la 
ribellione Woyane, fino a quando la cittadina fu catturata dal Ras Abebe Aregai il 17 ottobre 1943.
Stando ai rapporti di Dawit W. Girgis, nel 1964, l'imperatore Hailé Selassié I diede il permesso agli Israeliti di insediare in questa città un centro di addestramento di guerriglia per le forze ribelli della Anyanya per la guerra di secessione nel Sudan Meridionale, allora facente ancora parte del Sudan.
Durante la Guerra civile etiope la città fu ripetutamente bombardata dal regime Derg con un totale di 175 vittime civili.
Nel 1994 Ugorò contava 16.421 abitanti.  Ugorò è il più grande insediamento dell'omonima woreda.